# Steven Pressfield
Steven Pressfield (Port-of-Spain, setembre de 1943) novel·lista i guionista nord-americà especialitzat en novel·la històrica militar de l'edat antiga.
Va néixer a Trinitat i Tobago, es va graduar a la Universitat de Duke el 1965, i es va allistar més tard a la marina on va ser-hi fins a 1971.

## Obres
- Gates of Fire, sobre la batalla de les Termòpiles (1998)
- Tides of War, sobre Alcibíadess i la Guerra del Peloponès (2000)
- Last of the Amazons, on Teseu, el llegendari rei d'Atenes encapçala una batalla al mar Negre contra unes amazones (2002)
- The Virtues of War, sobre Alexandre el Gran (2004)
- The Afghan Campaign, sobre la coquesta de l'Afganistan d'Alexandre el Gran (2006)
- Killing Rommel (2008), a sobre el Long Range Desert Group en la Campanya del nord d'Àfrica de la Segona Guerra Mundial.